# Ніколас Асенсіо
Ніколас Асенсіо (ісп. Nicolás Asencio; нар. 26 квітня 1975, Мачала) — еквадорський футболіст, що грав на позиції нападника. Виступав, зокрема, за клуб «Барселона» (Гуаякіль) та національну збірну Еквадору.

## Клубна кар'єра
Кар'єру футболіста розпочав у Гуаякілі, в місцевому клуб «Барселона». У 1993 році дебютував у його футболці в еквадорській Серії A, в якій того року взяв участь у 5 матчах чемпіонату та відзначився 1 голом. У «Барселоні» виступав рік, після чого перейшов до його принципового суперника, клубу «Нуеве де Октубре». Вже наступного року виступав у столичному «Аукасі», а в 1996 році повернувся до «Барселони». Цього разу відіграв за гуаякільську команду наступні два сезони своєї ігрової кар'єри. У 1997 році разом з нею здобув перше в кар'єрі чемпіонство Еквадору, а в 1998 році дійшов до фіналу Кубку Лібертадорес. Більшість часу, проведеного у складі гуаякільської «Барселони», був основним гравцем атакувальної ланки команди. У 1999 році еквадорець залишив батьківщину та переїхав до мексиканського «Естудіантес Текос». У клубі Гвадалахари виступав виключно в Клаусурі, а влітку підписав контракт з аргентинським «Феррокаріль Оесте», в якому виступав до завершення сезону 1999/00 років.
У 2000 році Асенсіо знову виступав у Серії A. Один сезон він провів у «Барселоні», а в 2001 році був гравцем колумбійського «Мільйонаріос» (Богота), з яким здобув Кубок Мерконорте. У 2001—2003 роках знову виступав у «Барселоні», а потім щороку змінював клуб. У 2004 році виступав у «Депортіво Ель Насьйональ» (Кіто), у 2005 році — в «Депортіво Куенка», а в 2006 році — в «Кобрелоа» з Чилі. У 2006—2007 роках знову грав у команді (Гуаякілю), а в середині року перейшов до болівійського «Хорхе Вільстермана». З 2008 року виступав у «Макарі».
Завершив професійну ігрову кар'єру у клубі «Депортіво Кіто», за команду якого виступав протягом 2009—2009 років.

## Виступи за збірну
30 червня 1995 року дебютував у складі національної збірної Еквадору в програному (0:1) товариському матчі проти Парагваю. У 2002 році голоіний тренер Ернан Даріо Гомес викликав Ніколаса до табору національної збірної для підготовки до Чемпіонату світу 2002 року. На цьому турнірі він зіграв лише 5 хвилин у програному (0:2) поєдинку проти Італії. Останній поєдинок у складі збірної Еквадору провів у 2003 роцію Протягом кар'єри у національній команді, яка тривала 9 років, провів у формі головної команди країни 20 матчів.
У складі збірної також був учасником розіграшу Кубка Америки 1995 року в Уругваї, розіграшу Кубка Америки 1999 року у Парагваї, розіграшу Золотого кубка КОНКАКАФ 2002 року у США.